# Gu-Chu-Sum Mouvement du Tibet
L'association Gu-Chu-Sum Mouvement pour le Tibet qui a été créée en 1991, à Dharamsala, dans l'État d'Himachal Pradesh, au nord de l'Inde rassemble d'anciens prisonniers politiques tibétains ayant dû fuir le Tibet.

## Mission
Sa mission première est d'apporter une aide matérielle et financière, ainsi qu'un soutien psychologique, aux anciens prisonniers politiques tibétains. Les prisonniers politiques tibétains sont souvent condamnés à de lourdes peines, allant jusqu’à 10 à 20 ans de prison, simplement pour avoir réclamé la liberté au Tibet. S’ils ne meurent pas en prison, où ils sont victimes de torture systématique, et s’ils sont libérés, ils n’ont d’autre choix que de quitter le Tibet leur terre natale où ils ne peuvent trouver de travail et devenu pour eux une prison à ciel ouverte. Quand ils arrivent en Inde, ils ne savent où loger, et ont des difficultés à trouver un emploi. Certains souffrent de graves problèmes de santé dus aux mauvais traitements reçus en prison. L'association, qui compte 256 membres, informe aussi la communauté internationale sur la répression qui a toujours cours au Tibet de manière qu'elle fasse pression sur l'administration chinoise pour respecter les droits de l'Homme.
Sept membres de l'association visite la France en septembre 2008 donnant une représentation théâtrale.
Gu, Chu et Sum sont les mots tibétains correspondant aux chiffres 9, 10 et 3, pour rappeler les mois de septembre et octobre 1987, ainsi que de mars 1988, durant lesquels se sont tenus trois importantes manifestations pour la liberté du Tibet à Lhassa, la capitale du Tibet. Beaucoup parmi ceux qui prirent part à ces rassemblements furent emprisonnés, sévèrement battus et condamnés aux travaux forcés. Plusieurs manifestants ont été tués ou sérieusement blessés.

## Les actions du Gu-Chu-Sum
- L'association héberge plus de 70 anciens prisonniers politiques dans ses bâtiments de Lung-Ta House, à McLeod Ganj (Dharamsala).
- Elle fournit une assistance médicale à ses membres.
- Elle leur offre diverses opportunités d'emploi ou de formation dans le restaurant, les ateliers de confection, la boutique, le Café-Internet et le centre d’apprentissage qu’elle gère.
- Elle organise des campagnes de sensibilisation pour la libération des prisonniers toujours détenus au Tibet et leur fait parvenir un peu d'argent pour les aider à leur sortie de prison.
- Elle gère une importante base de données des prisonniers politiques et des traitements qu'ils subissent en prison, ainsi que des abus des droits de l'Homme au Tibet.
- Elle publie les biographies d'anciens prisonniers politiques. La plus récente est celle de Mr Reting Tenpa Tsering, un combattant pour la liberté, incarcéré pendant plus de 22 ans.
- Elle édite un magazine annuel, "Tibetan Envoy", en tibétain et en anglais.
- Elle organise divers événements tels que marches pacifiques, campagnes d'information ou grèves de la faim, en association avec d'autres ONG.

Adresse : The Gu-Chu-Sum Movement of Tibet 
Jogibara Road - P.O. Mcleod Ganj 
Dharamsala 176219 - H.P. - Inde

## Présidence
De 2013 à 2016, Lhagyari Namgyal Dolkar est vice-présidente de Gu-Chu-Sum. En septembre 2016, elle est élue présidente de l'association.